# Garamond
Garamond — сімейство гарнітур, які використовуються з XVI століття та були винайдені Клодом Гарамоном чи базуються на його працях. Garamond використовується в книгодрукуванні частіше за будь-який інший шрифт.
Сьогодні, коли мова йде про Garamond, ця назва позначає не один шрифт, а цілу групу шрифтів — шрифти типу Garamond. Garamond справив настільки сильний і довготривалий вплив на вигляд антикви та курсивних шрифтів, що нові шрифти подібного характеру виникали аж до XVII століття включно.
Відтак, наразі дуже важко відрізнити репліки від оригінального шрифту. Напевне, найвідоміший приклад такої плутанини трапився в Парижі на Всесвітній виставці 1900 року під час показу нібито оригінальних шрифтових матриць Garamond з колекції Французької королівської друкарні, які згодом виявилися працями седанського шрифтаря Жана Жаннона та використовувалися як приклади для деяких шрифтів сімейства Garamond, які використовуються сьогодні.

## Застосування

Приклади варіантів шрифту, які відомі завдяки поширеності в операційних системах: MS-Windows (Monotype) і Apple (Bitstream)

Практично кожна значима шрифтярська компанія має власну версію шрифту Garamond в асортименті — часто створену видатними типографами нашого часу (Berthold-Garamond: Гюнтер Герхард Ланге; Adobe Garamond: Роберт Слімбах, Sabon-Antiqua: Ян Чихольд; Sabon Next: Жан-Франсуа Поршез, Amsterdamer Garamond: М. Ф. Бентон/Т. М. Кліленд, Garamond Classico: Франко Луїн, Simoncini Garamond: Франческо Сімончіні, ITC Garamond Handtooled: Едвард Бенгет). Деякі шрифти Garamond взагалі не мають нічого спільного з оригінальним шрифтом, крім назви (наприклад Monotype Garamond, який базується на працях Жана Жаннона, також ITC Garamond, створений Тоні Стеном).

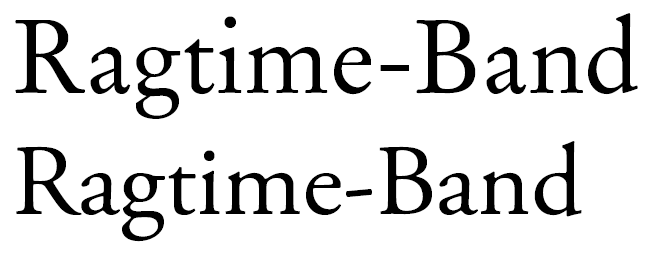
Фрагмент текста в Stempel Garamond (угорі) та в Adobe Garamond (знизу) в детальному порівнянні

У професійному середовищі шрифт Stempel Garamond (від D. Stempel, сьогодні в бібліотеці Linotype) має репутацію найнаближенішого до оригіналу. За ствердженням D. Stempel AG, при розробці Stempel Garamond його шаблонами слугували оригінали Garamond: 
|   | Новий варіант нашого Garamond, створений 1925 року, заснований на працях різбаря печаток, шрифтоливарника та друкаря Клода Гарамона (1480–1561), а саме з періоду його зрілої творчості 1540 року.Оригінальний текст (нім.) Der 1925 abgeschlossene Neuschnitt unserer Garamond beruht auf Drucken des Stempelschneiders, Schriftgießers und Druckers Claude Garamond (1480–1561), und zwar aus dessen reifen Schaffensjahren um 1540. |
| — | |

Нові варіанти шрифту, випущені між 1925 і 1932 роками, були створені під керівництвом Рудольфа Вольфа. На зображенні з порівнянням шрифтів Stempel Garamond використовує старіші форми, особливо це помітно в «a».
Після переведення Stempel Garamond у цифровий формат, більшість лігатур була прибрана.

Вільний варіант EB Garamond Георга Дуффнера та його колег

Шрифт EB Garamond («Egenolff-Berner Garamond») є вільним за ліцензією SIL Open Font License. Цей проєкт Георга Дуффнера намагається максимально відтворити шрифти Клода Гарамона (антиква) і Роберта Гранжона (курсив). Основою для цього слугують сканування зразків шрифту від Egenolff-Berner з 1592 року. Оскільки це проєкт для ширкого загалу, крім Дуффнера над його створенням працювало багато людей, зокрема Октавіо Пардо, який доповнив товсте накреслення. Найактуальніші копії EB Garamond можна вільно використовувати Google Fonts чи завантажити як файли OTF чи TTF у репозиторії Октавіо Пардо.

## Оригінали
Деякі повні зразки оригінального друку, матриці та відливи збереглися до наших днів і зберігаються в музеї Плантена-Моретуса в Антверпені та в Національній друкарні Франції в Парижі.

## Класифікація
- За стандартом DIN 16518, Garamond належить до II групи («антиква Французького Ренесансу»)
- За матрицею Байнерта належить до групи 1, підгрупа «антиква Французького Ренесансу»